# Jim Ard
Pour les articles homonymes, voir Ard (homonymie).
Jimmie Lee « Jim » Ard, né le 19 septembre 1948 à Harvey, dans l'Illinois, est un ancien joueur américain de basket-ball. Il évolue durant sa carrière aux postes d'ailier fort et de pivot.

## Palmarès
- Champion NBA 1976 avec les Celtics de Boston